# Kostenitji
Kostenitji  (ryska Костеничи) är en by i rayonen Surazjskij (ryska Суражский район) i Brjansk oblast i västra Ryssland. Befolkningen uppgår till 281 invånare (2013).

## Historia
Kostenitji är känd som by sedan 1604. I byn bodde utöver ryssar även kosacker. I september 1708 på marschen söderut från Tatarsk förlade Karl XII sitt högkvarter till Kostenitji medan den svenska hären i övrigt  inkvarterades i och kring det närbelägna Mglin. Den 11 oktober fortsatte svenskarnas marsch mot Ukraina. I byn fanns under sovjettiden tre kolchoser.